# Государственный совет Чувашской Республики
Государственный Совет Чувашской Республики (чув. Чăваш Республикин Патшалăх Канашĕ) — постоянно действующий высший и единственный законодательный (представительный) орган государственной власти Чувашской Республики. Избирается сроком на пять лет, является правомочным, если в его состав избрано не менее двух третей от установленного Конституцией Чувашской Республики числа депутатов. Депутатом Государственного Совета Чувашской Республики может быть избран гражданин Российской Федерации, достигший 21 года. Возглавляется Председателем Государственного Совета Чувашской Республики.
Для осуществления контроля за исполнением республиканского бюджета Чувашской Республики Государственный Совет Чувашской Республики образует Контрольно-счетную палату Государственного Совета Чувашской Республики, состав и порядок деятельности которой определяются законом Чувашской Республики.
Государственный Совет Чувашской Республики состоит из 44 депутатов, избираемых на основе всеобщего равного и прямого избирательного права при тайном голосовании. Место проведения заседаний — здание Администрации Главы Чувашской Республики.

## Вопросы ведения
К ведению Государственного Совета Чувашской Республики относятся
- принятие Конституции Чувашской Республики, внесение в неё изменений и дополнений;
- осуществление законодательного регулирования по предметам ведения Чувашской Республики и предметам совместного ведения Российской Федерации и Чувашской Республики в пределах полномочий Чувашской Республики
- толкование законов Чувашской Республики, контроль за их исполнением;
- утверждение программ социально-экономического развития Чувашской Республики
- утверждение бюджета Чувашской Республики и отчета о его исполнении;
- установление в соответствии с федеральным законом налогов и сборов Чувашской Республики
- установление административно-территориального устройства Чувашской Республики и порядка его изменения;
- установление порядка назначения и проведения референдума Чувашской Республики, назначение даты проведения референдума Чувашской Республики
- принятие решения о наделении кандидатуры, представленной Президентом Российской Федерации, *полномочиями Главы Чувашской Республики;
- решение вопроса о недоверии (доверии) Главе Чувашской Республики;
- согласование назначения на должность Премьер-министра Правительства Чувашской Республики
- назначение на должность Председателя, заместителя Председателя и судей Конституционного Суда Чувашской Республики
- согласование назначения Прокурора Чувашской Республики
- осуществление права законодательной инициативы в Государственной думе Федерального собрания Российской Федерации;
- проведение парламентских расследований и парламентских слушаний;
- назначение на должность и освобождение от должности Уполномоченного по правам человека в Чувашской Республики, Уполномоченного по правам ребенка в Чувашской Республики
- назначение на должность и освобождение от должности Председателя Контрольно-счетной палаты Чувашской Республики
- избрание мировых судей;
- учреждение государственных наград Чувашской Республики, почётных званий Чувашской Республики и другие вопросы.

## Состав
Список депутатов Государственного Совета Чувашской Республики седьмого созыва 2021-2026 годы. Выделенные полужирным шрифтом являются лидерами фракций в Государственном Совете Чувашской Республики седьмого созыва.
| ЕДИНАЯ РОССИЯ                  |
| ------------------------------ |
| Александров Андрей Юрьевич     |
| Алексеев Роман Юрьевич         |
| Антонов Валерий Михайлович     |
| Арсютов Дмитрий Геннадьевич    |
| Викторов Владимир Николаевич   |
| Владимиров Артём Анатольевич   |
| Горбунов Виктор Александрович  |
| Горбунов Евгений Владиславович |
| Дельман Олег Александрович     |
| Зорин Юрий Александрович       |
| Кольцов Сергей Алексеевич      |
| Краснов Пётр Степанович        |
| Лидерман Владимир Викторович   |
| Малов Николай Владимирович     |
| Марушин Андрей Александрович   |
| Мельников Сергей Владимирович  |
| Мешков Олег Вадимович          |
| Мурайкин Владимир Иванович     |
| Мурыгин Алексей Валентинович   |
| Николаев Николай Станиславович |
| Петрова Ольга Исааковна        |
| Попов Юрий Алексеевич          |
| Пронин Леонид Николаевич       |
| Резников Михаил Сергеевич      |
| Свешников Владимир Васильевич  |
| Таланов Евгений Викторович     |
| Титов Александр Иванович       |
| Угаслов Николай Фёдорович      |
| Федотов Александр Иванович     |
| Черкесов Леонид Ильич          |
| КПРФ                           |
| Алексеева Ирина Александровна  |
| Андреев Александр Михайлович   |
| Данилов Григорий Владиславович |
| Ерощенко Сергей Евгеньевич     |
| Ильина Людмила Александровна   |
| Никитин Андрей Витальевич      |
| Шурчанов Алексей Валентинович  |
| СПРАВЕДЛИВАЯ РОССИЯ            |
| Беликов Андрей Викторович      |
| Моляков Игорь Юрьевич          |
| Семёнов Сергей Павлович        |
| Солдатов Владислав Димитриевич |
| ЛДПР                           |
| Степанов Константин Олегович   |
| ПАРТИЯ ПЕНСИОНЕРОВ             |
| Степанов Николай Алексеевич    |
| НОВЫЕ ЛЮДИ                     |
| Семёнова Ксения Александровна  |

## Руководство
III созыв
| Должность    | ФИО                             |
| ------------ | ------------------------------- |
| Председатель | Михайловский, Михаил Алексеевич |
| Заместитель  | Васильев Генрих Геннадьевич     |
| Заместитель  | Карпов Валерьян Иванович        |

IV созыв
| Должность    | ФИО                             |
| ------------ | ------------------------------- |
| Председатель | Михайловский, Михаил Алексеевич |
| Заместитель  | Мидуков Владимир Петрович       |
| Заместитель  | Васильев Генрих Геннадьевич     |

V созыв
| Должность    | ФИО             | Партия          |
| ------------ | --------------- | --------------- |
| Председатель | Юрий Попов      | «Единая Россия» |
| Заместитель  | Анатолий Князев | «Единая Россия» |
| Заместитель  | Олег Мешков     | «Единая Россия» |

VI созыв
| Должность    | ФИО               | Партия          |
| ------------ | ----------------- | --------------- |
| Председатель | Альбина Егорова   | «Единая Россия» |
| Заместитель  | Кислов Юрий       | «Единая Россия» |
| Заместитель  | Федотов Александр | «Единая Россия» |

VII созыв
| Должность    | ФИО             | Партия          |
| ------------ | --------------- | --------------- |
| Председатель | Леонид Черкесов | «Единая Россия» |
| Заместитель  | Горбунов Виктор | «Единая Россия» |
| Заместитель  | Петрова Ольга   | «Единая Россия» |

## Президиум
| ФИО                            | Дата избрания  |
| ------------------------------ | -------------- |
| Черкесов Леонид Ильич          | (с 19.09.2021) |
| Горбунов Виктор Александрович  | (с 19.09.2021) |
| Петрова Ольга Исааковна        | (с 19.09.2021) |
| Марушин Андрей Александрович   | (с 19.09.2021) |
| Шурчанов Алексей Валентинович  | (с 19.09.2021) |
| Николаев Николай Станиславович | (с 19.09.2021) |
| Семёнова Ксения Александровна  | (с 19.09.2021) |
| Солдатов Владислав Димитриевич | (с 19.09.2021) |
| Степанов Константин Олегович   | (с 19.09.2021) |
| Степанов Николай Алексеевич    | (с 19.09.2021) |
| Александров Андрей Юрьевич     | (с 19.09.2021) |
| Угаслов Николай Фёдорович      | (с 19.09.2021) |

## Фракции
V созыв
| Фракция             | Руководитель    | Кол-во депутатов | Процент голосов |
| ------------------- | --------------- | ---------------- | --------------- |
| Единая Россия       | Анатолий Князев | 31               | 70,45%          |
| Справедливая Россия | Игорь Моляков   | 5                |                 |
| КПРФ                | Дмитрий Евсеев  | 4                |                 |
| ЛДПР                | Андрей Кулагин  | 2                |                 |

VI созыв
| Фракция             | Руководитель        | Кол-во депутатов | Процент голосов |
| ------------------- | ------------------- | ---------------- | --------------- |
| Единая Россия       | Михеев Сергей       | 36               | 81,82%          |
| ЛДПР                | Степанов Константин | 3                | 9,09%           |
| КПРФ                | Юрий Шлепнев        | 3                | 4,55%           |
| Справедливая Россия | Семенов Сергей      | 2                | 4,55%           |

VII созыв
| Фракция                   | Руководитель        | Кол-во депутатов | Процент голосов |
| ------------------------- | ------------------- | ---------------- | --------------- |
| Единая Россия             | Николаев Николай    | 30               | 68,18%          |
| КПРФ                      | Шурчанов Алексей    | 7                | -               |
| Справедливая Россия       | Солдатов Владислав  | 4                | -               |
| ЛДПР                      | Степанов Константин | 1                | -               |
| Партия пенсионеров России | Степанов Николай    | 1                | -               |
| Новые люди                | Семёнова Ксения     | 1                | -               |

## Комитеты и комиссии
V созыв:
- Комитет по государственному строительству, местному самоуправлению, Регламенту и депутатской этике (председатель — Николай Малов)
- Комитет по бюджету, финансам и налогам (председатель — Анатолий Князев)
- Комитет по экономической политике, агропромышленному комплексу и экологии (председатель — Олег Мешков)
- Комитет по социальной политике и национальным вопросам (председатель — Пётр Краснов)
- Комиссия по контролю за электронной системой голосования

VI созыв:
- Комитет по государственному строительству, местному самоуправлению, Регламенту и депутатской этике 21 депутат (председатель — Александр Федотов.)
- Комитет по бюджету, финансам и налогам 25 депутатов (председатель —Кислов Юрий)
- Комитет по экономической политике, агропромышленному комплексу и экологии 18 депутатов (председатель — Сергей Павлов)
- Комитет по социальной политике и национальным вопросам 17 депутатов (председатель — Вячеслав Рафинов)
- Комиссия по контролю за электронной системой голосования 3 депутата (руководитель — Иванов Виталий)
- Счетная группа 5 депутатов

VII созыв:
- Комитет по аграрным вопросам, природопользованию и экологии (20 депутатов, председатель — Алексей Шурчанов)
- Комитет по государственному строительству и местному самоуправлению (16 депутатов, председатель — Андрей Марушин)
- Комитет по жилищной политике и инфраструктурному развитию (17 депутатов, председатель — Николай Степанов)
- Комитет по социальной политике, национальным вопросам (13 депутатов, председатель — Ольга Петрова)
- Комитет по экономической политике, бюджету, финансам и налогам (16 депутатов, председатель — Виктор Горбунов)
- Комиссия по контролю за электронной системой голосования (3 депутата, председатель — Игорь Моляков)
- Счетная группа (5 депутатов)

## Аппарат
- Александров, Андрей Юрьевич — руководитель аппарата в 2000 году
- Прокопьева, Надежда Викторовна — руководитель аппарата в 2016—2017 годах
- Семёнова Ирина Вениаминовна — руководитель аппарата

## Представитель вСовете Федерации
Законодательный орган Чувашской республики в верхней палате парламента представляет Владимиров Николай Николаевич (с 29 сентября 2021 года).

## История
| Созыв | Период работы                    | Председатель        | Заместители председателя                               |
| ----- | -------------------------------- | ------------------- | ------------------------------------------------------ |
| I     | 21 июня 1994 — 27 июля 1998      | Валентин Шурчанов   |                                                        |
| II    | 27 июля 1998 — 6 июня 2002       | Лев Кураков         |                                                        |
| II    | 27 июля 1998 — 6 июня 2002       | Николай Иванов      |                                                        |
| II    | 27 июля 1998 — 6 июня 2002       | Михаил Михайловский |                                                        |
| III   | 26 июля 2002 — 22 сентября 2006  | Михаил Михайловский | Валерьян Иванович Карпов, Генрих Геннадьевич Васильев  |
| IV    | 19 октября 2006 — 22 ноября 2011 | Михаил Михайловский | Владимир Петрович Мидуков, Генрих Геннадьевич Васильев |
| V     | 15 декабря 2011 — 2016           | Юрий Попов          | Анатолий Князев, Олег Мешков                           |
| VI    | 29 сентября 2016 — 2021          | Валерий Филимонов   |                                                        |
| VI    | 29 сентября 2016 — 2021          | Альбина Егорова     | Кислов Юрий Михайлович, Федотов Александр Иванович     |
| VII   | 19 сентября 2021                 | Леонид Черкесов     | Горбунов Виктор Александрович, Петрова Ольга Исааковна |